# Jonathan Moffet
Jonathan Phillip Moffett, även känd som "Sugarfoot", född 17 november 1954 i New Orleans, Louisiana, är en amerikansk trummis, låtskrivare, musikalisk arrangör och producent. Han är mest känd för sitt långvariga samarbete med Michael Jackson samt för att ha spelat med andra stora artister som Madonna, Elton John och George Michael.

## Biografi
Jonathan Moffett växte upp i en musikalisk familj i New Orleans, Louisiana, där han började spela trummor i ung ålder. Han utvecklade tidigt en distinkt spelstil som kännetecknades av snabb fotteknik, vilket senare gav honom smeknamnet "Sugarfoot".

### Genombrott med The Jacksons
Moffetts professionella genombrott kom 1979 då han genom en slump träffade The Jacksons musikaliska ledare James McField, vilket ledde till att han kallades till audition för gruppen. Trots att auditionperioden egentligen var avslutad gavs Moffett en chans att visa upp sig. Han blev antagen och deltog samma år i Destiny Tour (1979–1980), vilket blev hans första stora turné.
Hans förmåga att replikera rytmer från Michael Jacksons soloalbum och att accentuera artistens dansrörelser på scen gjorde starkt intryck. Michael Jackson valde därefter Moffett som sin förstahandsval som livetrummis under de kommande tre decennierna.

### Turnéer med Michael Jackson
Moffett medverkade i flera av Michael Jacksons mest kända turnéer:
- Triumph Tour (1981)
- Victory Tour (1984)
- Bad World Tour (1987–1989)
- Dangerous World Tour (1992–1993)
- delar av HIStory World Tour (1996–1997)

Han var även planerad att spela under This Is It-turnén 2009. Efter Michael Jacksons död samma år medverkade Moffett i dokumentärfilmen Michael Jackson's This Is It, där repetitioner inför turnén dokumenterades.

## Vänskap med Michael Jackson
Utöver det långa yrkessamarbetet utvecklade Moffett och Michael Jackson en djup personlig vänskap. Jackson gav honom smeknamnet "Sugarfoot", men kallade honom ofta bara för "Foot". Under turnéliv och repetitioner umgicks de tätt – bland annat genom att ha ritdueller backstage – och de höll regelbunden kontakt även när de inte arbetade tillsammans.
Moffett tillbringade mycket tid på Jackson-familjens egendom och betraktade Michaels mor, Katherine Jackson, som en andra mamma. Han var också närvarande kvällen innan Michael Jacksons död i juni 2009, något som ofta lyfts fram som ett tecken på deras nära relation.
År 2001 uppträdde Moffett vid Michael Jackson: 30th Anniversary Celebration, en jubileumsshow som sändes av CBS till ära för Jacksons 30 år som soloartist. Moffett spelade trummor tillsammans med bandet från en balkong ovanför scenen.
Hans nära band till Michael Jackson, både som musiker och vän, har cementerat hans plats som en central del i Jacksons musikaliska arv.

## Samarbete med andra artister
Förutom Michael Jackson har Moffett spelat med en lång rad internationella artister, bland andra:
- Madonna – Blond Ambition World Tour, The Girlie Show World Tour[1]
- Elton John[1]
- George Michael
- Janet Jackson
- Lionel Richie
- Cameo

Han har även framträtt i flera TV-produktioner och stora galor, inklusive Live Aid, Grammy Awards och Super Bowl.

## Stil och inflytande
Jonathan Moffetts spelstil kombinerar funk, R&B, popmusik och rockmusik, och han är särskilt känd för sin "dubbla baskagge"-teknik. Hans spel kännetecknas av kraftfulla virveltrumslag, dynamisk kontroll över hi-hat samt förmågan att integrera elektroniska trummor och samplingar med akustiskt trumset på ett sömlöst sätt.
Han har en unik förmåga att skapa komplexa men ändå svängiga rytmer och anpassa sitt trumspel till koreografi och scenframträdanden, något som gjort honom till en pionjär inom liveframträdanden inom populärmusik. Moffett anses vara en av de mest inflytelserika trummisarna inom pop- och R&B-musiken under de senaste decennierna och är högt respekterad av både musiker och fans världen över. Många yngre trummisar nämner honom som en viktig förebild.

## Senare år
Moffett fortsätter att uppträda, hålla trumclinics och undervisa. Han är aktiv på sociala medier där han delar inspelningar och berättelser från sin karriär. Han har även medverkat i dokumentärprojekt om sina år med Michael Jackson och planerat egna musikprojekt.